# Folkia boudewijni
Folkia boudewijni är en spindelart som beskrevs av Christa L. Deeleman-Reinhold 1993. Folkia boudewijni ingår i släktet Folkia och familjen ringögonspindlar.
Artens utbredningsområde är Kroatien. Inga underarter finns listade i Catalogue of Life.